# Bengt Tamfeldt
Bengt Gustaf Tamfeldt, född 26 mars 1931 i Linköpings församling i Östergötlands län, död 15 augusti 2023 i Askims distrikt i Västra Götalands län, var en svensk militär.

## Biografi
Tamfeldt avlade officersexamen vid Krigsskolan 1954 och utnämndes samma år till fänrik vid Svea trängkår. Han befordrades till löjtnant 1956 och studerade vid Krigshögskolan 1960–1962, varpå han befordrades till kapten 1963. Han befordrades till major i Generalstabskåren 1970 och var chef för Personalavdelningen i Sektion 3 i Försvarsstaben 1971–1975, befordrad till överstelöjtnant 1972. Han var bataljonschef vid Livregementets grenadjärer 1975–1977, varpå han befordrades till överste 1977 och var utbildningschef där 1977–1979 tillika chef för Närkebrigaden.[källa behövs] Han befordrades till överste av första graden 1979 och var chef för Sektion 3 i Planeringsledningen i Försvarsstaben 1979–1980. År 1980 befordrades Tamfeldt till generalmajor, varefter han var chef för Gotlands militärkommando 1980–1983 och befälhavare för Bergslagens militärområde 1983–1991.
Bengt Tamfeldt invaldes som ledamot av Kungliga Krigsvetenskapsakademien 1980.
Bengt Tamfeldt var son till köpmannen Carl Larsson och dennes hustru Karin Larsson. Han gifte sig 1955 med Katarina Olai (1930–2015).

### Utmärkelser
- Riddare av Svärdsorden, 1972.[12]